# Gerda Kraan
Gerarda Maria „Gerda” Kraan po mężu van der Pol (ur. 30 lipca 1933 w Lejdzie) – holenderska lekkoatletka, specjalistka biegów średnich, mistrzyni Europy z 1962.
Wystąpiła w biegu na 800 metrów na igrzyskach olimpijskich w 1960 w Rzymie, ale odpadła w eliminacjach.
Na mistrzostwach Europy w 1962 w Belgradzie zwyciężyła w tej konkurencji, ustanawiając rekord Europy wynikiem 2:02,8. Na igrzyskach olimpijskich w 1964 w Tokio zakwalifikowała się do finału biegu na 800 metrów, ale zajęła w nim 7. miejsce.
Gerda Kraan była wielokrotną rekordzistką Holandii w biegu na 800 metrów (od 2:26,6 w 1958 do 2,02,8 16 września 1962 w Belgradzie), a także dwukrotną w biegu na 400 metrów (do wyniku 55,5 27 sierpnia 1961 w Bukareszcie).
Była mistrzynią Holandii w biegu na 400 metrów w 1961, na 800 metrów w latach 1959-1964 oraz w biegu przełajowym w 1964 i 1965.